# گوش‌ماهی شهبانو
گوش‌ماهی شهبانو (نام علمی: Aequipecten opercularis) نام یک گونه از خانواده شانه‌گونان است.